# Zweedse landmacht
De Zweedse Landmacht (svenska armén) is onderdeel van de Zweedse strijdkrachten. Het krijgsmachtonderdeel is belast met de ontwikkeling, organisatie en training van grondgevechts- en luchtverdedigingseenheden. Het leger bestaat uit twee onderdelen: een taskforce en een basisorganisatie. Verder is het leger onderverdeeld in verschillende eenheden: infanterie, cavalerie, gepantserde troepen, artillerie en genie. 

## Organisatie
De Zweedse landmacht is een klein flexibel leger, dat als verdedigingsleger dient. Anno 2023 bestaat de landmacht uit 7000 soldaten en 17 regimenten. Mocht er een oorlog op Zweeds grondgebied ontstaan, dan kan het aantal garnizoenen en personeel binnen een week verhoogd worden.    

### Bevel
Tot 1937 stond de landmacht onder het bevel van de koning. Vanaf 1937 kreeg een legerchef en zijn staf het bevel over de landmacht in vredestijd. Na een reorganisatie bij de Zweedse strijdkrachten werd de rang legerchef opgeheven. Alle strijdkrachtonderdelen vielen onder het commando van de opperbevelhebber en de bevelhebbers werden gestationeerd op het nieuwe hoofdkwartier in Stockholm. 
In 1998 werden de Zweedse strijdkrachten weer gereorganiseerd en de landmacht viel onder het commando van een inspecteur-generaal van het leger. In 2014 werd de rang legerchef weer ingevoerd.      

## Opdeling
De Zweedse landmacht bestaat anno 2023 uit 17 regimenten, verspreid door het hele land. Naast de actieve regimenten heeft de Zweedse landmacht ook een aantal regimenten die op non-actief staan. Deze regimenten kunnen weer op actief gesteld worden als er oorlog plaatsvindt. Elk regiment is weer onderverdeeld in bataljons.   

### Actieve garnizoenen
| Artillerie                             | Plaats       | Eenheden | Opmerkingen                                         |
| -------------------------------------- | ------------ | --- | --------------------------------------------------- |
| Bodens Artillerieregiment (A-8)        | Boden        | 81. Artilleriebataljon 82. Artilleriebataljon                                                                         |                                                     |
| Bergslagens Artillerieregiment (A-9)   | Kristinehamn | 91. Artilleriebataljon 92. Artilleriebataljon                                                                         | wordt in 2025 in gebruik genomen                    |
| CBRN verdediging                       | Plaats       | Eenheden | Opmerkingen                                         |
| Totalförsvarets skyddscentrum (SkyddC) | Umeå         | 1. CBRN compagnie | samenwerking tussen Landmacht, Luchtmacht en Marine |
| Infanterie en Cavalerie                | Plaats       | Eenheden | Opmerkingen                                         |
| Livsgardet (LG)                        | Kungsängen   | Lijfwachten 11. Militaire politiebataljon 12. Militaire politiebataljon 13. Inlichtingenbataljon                      |                                                     |
| Dalarnaregiment (I-13)                 | Falun        | 131. Infanteriebataljon 132. Infanteriebataljon                                                                       |                                                     |
| Västernorrlands Regiment (I-21)        | Sollefteå    | 211. Infanteriebataljon 212. Infanteriebataljon Jämtlands Jagerkorps                                                  | Jagerkorps is in Östersund gebaseerd                |
| Livregementets husarer (K-3)           | Karlsborg    | 31. Lichte infanteriebataljon 32. Inlichtingenbataljon                                                                |                                                     |
| Norrlands Dragonregiment (K-4)         | Arvidsjaur   | Norrland Jagerbataljon                                                                                                |                                                     |
| Genietroepen                           | Plaats       | Eenheden | Opmerkingen                                         |
| Göta Genietroepen Regiment (ING-2)     | Eksjö        | 21. Ingenieursbataljon 22. Ingenieursbataljon                                                                         |                                                     |
| Elektronische oorlogsvoering           | Plaats       | Eenheden | Opmerkingen                                         |
| Command and Control Regiment (LedR)    | Enköping     | |                                                     |
| Markstridsskolan (MSS)                 | Skövde       | | Trainingsfaciliteit                                 |
| Luchtverdediging                       | Plaats       | Eenheden | Opmerkingen                                         |
| Luchtverdediging Regiment (Lv6)        | Halmstad     | 61. Luchtverdedigingsbataljon 62. Luchtverdedigingbataljon                                                            |                                                     |
| Pantsertroepen                         | Plaats       | Eenheden | Opmerkingen                                         |
| Skaraborgs Regiment (P-4)              | Skövde       | 2. Brigadestaf 41. Gepantserde bataljon 42. Gepantserde bataljon 1 Zwaar transportcompagnie                           |                                                     |
| Zuid Scandinavische Regiment (P-7)     | Revingeby    | 71. Gemechaniseerde infanteriebataljon 72. Gepantserde bataljon                                                       |                                                     |
| Gotlands Regiment (P-18)               | Visby        | 181. Gepantserde bataljon                                                                                             |                                                     |
| Norrbotten's Regiment (I-19)           | Boden        | 3. Bridgadestaf 191. Gepantserde bataljon 192. Gepantserde bataljon 3. Brigade Reddingscompagnie                      |                                                     |
| Logistiek en transport                 | Plaats       | Eenheden | Opmerkingen                                         |
| Göta Logistieke Regiment (T-2)         | Skövde       | 1. Logistieke bataljon 2. Logistieke bataljon 1. Geneeskundig bataljon 2. Geneeskundig bataljon 1. Transportcompagnie |                                                     |